# 田广才
田广才（1919年—？），原名田荆，男，贵州赤水人，中国话剧演员、导演、剧作家，曾任中国戏剧家协会理事。